# Oclusiva dental sonora
L'oclusiva dental sonora és un fonema que es transcriu com a [d̪] a l'alfabet fonètic internacional, és a dir, igual que l'oclusiva alveolar sonora amb un signe diacrític de dentalització a sota. De fet, acostuma a ser un al·lòfon d'aquest so, ja que determinades llengües prefereixen la pronunciació dental i d'altres l'alveolar. És una consonant perquè hi ha interrupció del pas de l'aire amb la llengua. S'articula de manera dental, ja que la punta de la llengua toca les dents superiors. És un so sonor en haver-hi vibració de les cordes vocals. En català és una variant del fonema alveolar corresponent.